# 重建 (政党)
重建（羅馬化：Dimiourgía)，曾用名重建希腊（羅馬化：Dimiourgia, Xana），是希腊右翼至极右翼政党，奉行反移民、反伊斯兰及反共主义为核心的意识形态。

## 历史

该党成立之初使用的政党标志

该党成立于2011年12月，由萨诺斯·齐梅罗斯领导，自我定位为以公民为中心的政治运动，致力于重建希腊国家机构。
该党成立后不久即参与2012年5月希腊立法选举，获得2.15%的总票数，未达到进入议会所需的3%门槛。在同年6月的重选中，该党与自由主义政党行动党组建选举联盟，后者在5月选举中以1.8%的得票率位列其后。重建希腊虽曾接洽民主联盟，但该党最终选择加入新民主党竞选名单。在6月17日的选举中，两党联盟仅获1.59%选票，低于各自前次单独参选得票率。行动党此后并入新民主党，而重建希腊持续衰退，2015年选举得票0.53%，2019年微升至0.74%。2020年，齐梅罗斯宣布与极右翼政客法伊奥斯·克腊尼迪奥蒂斯结盟，该联盟随后与保守派议员康斯坦丁诺斯·波格丹诺斯组建的新党合并，组成政党联盟国民重建。
2023年5月希腊大选中，该联盟仅获得0.81%的选票，未能进入议会，齐梅罗斯辞去党主席职务，联盟宣告解散。
2024年1月15日至17日，万耶利斯·阿克察利斯（Βαγγέλης Ακτσάλης）当选新任党主席。同年4月，政党正式更名为“重建”。2024年欧洲议会选举结束后，阿克察利斯辞职。

## 意识形态与领导层
该党最初的定位为古典自由主义政党，经济上推崇自由市场与小政府的新自由主义理念，政治方面秉持自由主义与改革理念，强调国家机构高效运作、税制改革、创业精神及教育改革。由于领导人萨诺斯·齐梅罗斯十余年的深度主导，普遍认为其个人塑造了该党意识形态。其演讲与政治主张历经演变，推动政党持续右倾，其本人在2021年已获“极端”或“极右翼”称号。齐梅罗斯指认希腊共产党具有危险性并主张予以取缔，同时将其与新纳粹主义相提并论。他更曾就希腊抵抗运动发表争议性观点，称其为历史罪行。其在移民问题上的言论屡发被指涉嫌种族主义，还经常宣称伊斯兰教构成威胁。
齐梅罗斯还曾在2015年6月呼吁推翻政府，此举直接引发刑事调查。

## 选举结果

### 希腊议会
| 选举      | 希腊议会 | 希腊议会 | 希腊议会   | 希腊议会 | 希腊议会 | 排名   | 地位   | 领导人          |
| 选举      | 得票数   | 得票率   | 得票率变化 | 席位     | 席位变化 | 排名   | 地位   | 领导人          |
| --------- | -------- | -------- | ---------- | -------- | -------- | ------ | ------ | --------------- |
| 2012年5月 | 135,960  | 2.15%    | 新政党     | 0 / 300  | 新政党   | 第11名 | 议会外 | 萨诺斯·齐梅罗斯 |
| 2012年6月 | 98,140   | 1.59%    | –2.36      | 0 / 300  | ━ 0      | 第8名  | 议会外 | 萨诺斯·齐梅罗斯 |
| 2015年1月 | 未参选   | 未参选   | 未参选     | 0 / 300  | ━ 0      | 不適用 | 议会外 | 萨诺斯·齐梅罗斯 |
| 2015年9月 | 28,909   | 0.53%    | –1.06      | 0 / 300  | ━ 0      | 第13名 | 议会外 | 萨诺斯·齐梅罗斯 |
| 2019年    | 41,631   | 0.74%    | +0.21      | 0 / 300  | ━ 0      | 第10名 | 议会外 | 萨诺斯·齐梅罗斯 |
| 2023年5月 | 48,087   | 0.81%    | +0.07      | 0 / 300  | ━ 0      | 第10名 | 议会外 | 萨诺斯·齐梅罗斯 |

1. ↑  与行动党（英语：Drassi）和自由联盟（英语：Liberal Alliance (Greece)）联合竞选。
2. ↑  作为国民重建联盟的一部分参选。

### 欧洲议会
| 欧洲议会 | 欧洲议会 | 欧洲议会 | 欧洲议会   | 欧洲议会 | 欧洲议会 | 欧洲议会 | 欧洲议会            | 欧洲议会     |
| 选举     | 得票数   | 得票率   | 得票率变化 | 席位     | 席位变化 | 排名     | 领导人              | 欧洲议会党团 |
| -------- | -------- | -------- | ---------- | -------- | -------- | -------- | ------------------- | ------------ |
| 2014年   | 51,749   | 0.91%    | 新政党     | 0 / 21   | 新政党   | 第13名   | 萨诺斯·齐梅罗斯     | −            |
| 2019年   | 39,217   | 0.69%    | −0.22      | 0 / 21   | ━ 0      | 第18名   | 萨诺斯·齐梅罗斯     | −            |
| 2024年   | 14,024   | 0.35%    | −0.34      | 0 / 21   | ━ 0      | 第19名   | 万耶利斯·阿克察利斯 | −            |

1. ↑  与行动党（英语：Drassi）联合参选。